# Gabberpop
Le gabberpop, aussi stylisé gabber-pop, également appelé pop-gabber, est un genre musical mêlant des éléments de la musique pop et de genres musicaux apparentés au gabber, tels que le happy hardcore. Le genre se caractérise par le mélange prédominant de kicks puissants et de voix pop ou de rap. Son tempo oscille généralement entre 150 et 180 BPM.

## Histoire

### Débuts et succès
Le genre est né dans les années 1990. L'essor du gabberpop est illustré par des groupes tels que Hakkûhbar et Party Animals, qui ont capitalisé sur la popularité du happy hardcore. Ces groupes se sont fait connaître en combinant des éléments de hardcore avec de la musique pop plus accessible et même des comptines pour enfants. Ces groupes réussissent à attirer un public plus large. Cependant, certains membres de la scène gabber perçoivent cette évolution comme négative. Ils considèrent la montée en puissance d'artistes « vendus », tels que Gabber Piet et son tube parodique Hakke & zage, qui associe la pop pour enfants au gabber, comme une attaque contre le noyau originel de la culture gabber,.

### Résurgence
Le genre revient sur le devant de la scène en 2023 lorsque Joost Klein, Ski Aggu et Otto Waalkes remportent un succès en Allemagne avec leur single gabber pop Friesenjung, et la chanson Droom Groot, sortie la même année, utilise également ce terme d'introduction. Après l'annonce, fin 2023, que Joost Klein allait représenter les Pays-Bas au Concours Eurovision de la chanson 2024, la presse le surnomme le « prince du gabberpop »,. Sa chanson Europapa appartient également à ce genre, et ces chansons sont coproduites par Teun de Kruif, plus connu sous le nom de Tantu Beats, qui a contribué avec Joost à populariser le genre,.

## Artistes
Les artistes associés à la gabber pop incluent notamment : Joost Klein, Björk, Chibi Ichigo, Goldband, Party Animals, Paul Elstak, et Ascendant Vierge.